# Andrena forsterella
Andrena forsterella är en biart som beskrevs av Osytshnjuk 1978. Andrena forsterella ingår i släktet sandbin, och familjen grävbin. Inga underarter finns listade i Catalogue of Life.